# Gerardo Pierro

Wappen von Gerardo Pierro

Gerardo Pierro (* 26. April 1935 in Mercato San Severino, Provinz Salerno; † 24. Februar 2025 in Pontecagnano Faiano) war ein italienischer Geistlicher und römisch-katholischer Erzbischof von Salerno-Campagna-Acerno.

## Leben
Gerardo Pierro empfing am 21. Dezember 1957 die Priesterweihe für das Erzbistum Salerno.
Papst Johannes Paul II. ernannte ihn am 26. Juni 1981 zum Bischof von Tursi-Lagonegro. Die Bischofsweihe spendete ihm Kurienkardinal Sebastiano Kardinal Baggio am 2. August desselben Jahres in der Kathedrale von Salerno; Mitkonsekratoren waren Gaetano Pollio PIME, emeritierter Erzbischof von Salerno-Acerno, und Angelo Campagne, Bischof von Caiazzo und Alife.
Am 28. Februar 1987 berief ihn Johannes Paul II. zum Bischof von Avellino und am 25. Mai 1992 zum Erzbischof von Salerno-Campagna-Acerno.
Am 10. Juni 2010 nahm Papst Benedikt XVI. sein aus Altersgründen vorgebrachtes Rücktrittsgesuch an.